# Damalis saigonensis
Damalis saigonensis är en tvåvingeart som beskrevs av Jacques-Marie-Frangile Bigot 1878. Damalis saigonensis ingår i släktet Damalis och familjen rovflugor. Inga underarter finns listade i Catalogue of Life.